# Dolga Brda
Dolga Brda este o localitate din comuna Prevalje, Slovenia, cu o populație de 296 de locuitori.